# José María Muñoz y Bajo de Menjíbar
José María Muñoz y Bajo de Menjíbar (Cabezuela del Valle, 1814-Alicante, 1890) fue un empresario y filántropo español, conocido por su labor benéfica tras las inundaciones de 1879.

## Biografía
Nacido el 8 de abril de 1814 en la localidad cacereña de Cabezuela, era hijo de Alonso y María. Es recordado por sus donaciones tras las inundaciones de 1879. Su padre, de ideas carlistas, fue fusilado el 5 de mayo de 1834. José María Muñoz se alistó en las filas carlistas y terminó abandonando la frontera de Portugal para ir a Italia, y de allí a Francia. Al salvar los Pirineos de noche, fue hecho prisionero por las tropas francesas, al mando del general Arispe, allí acantonadas de observación contra los carlistas, e internado y conducido a Périgueux, de donde se escapó a los pocos días, y atravesando de nuevo Francia, logró entrar en Navarra e incorporarse al ejército del Norte, donde fue hecho preso por sus camaradas por sospechas sobre su identidad. Gracias a la intervención del coronel Fulgencio de la Cuesta, amigo de su padre, que garantizó su inocencia, fue recibido en las filas carlistas después de seis días de prisión en las cárceles de Lesaca, y fue destinado al batallón núm. 3 de Navarra, llamado del Requeté.
Terminada la primera guerra carlista con el convenio de Vergara, Muñoz emigró a Francia. De vuelta a España, contrajo matrimonio con Carlota Ortiz, natural de Gerona, con quien tuvo cuatro hijos. Su esposa falleció muy pronto, así como dos de los hijos. Realizó una serie de emprendimientos que le hicieron acumular una notable fortuna: negoció en harinas en Barcelona; se hizo contratista de tabacos en Cádiz; trató en ganados por tierra de Burgos; estableció también una fundición de hierro con forja a la catalana en la frontera de Portugal; explotó minas de estaño, con actividad en la provincia de Zamora; y construyó varias casas en Madrid.

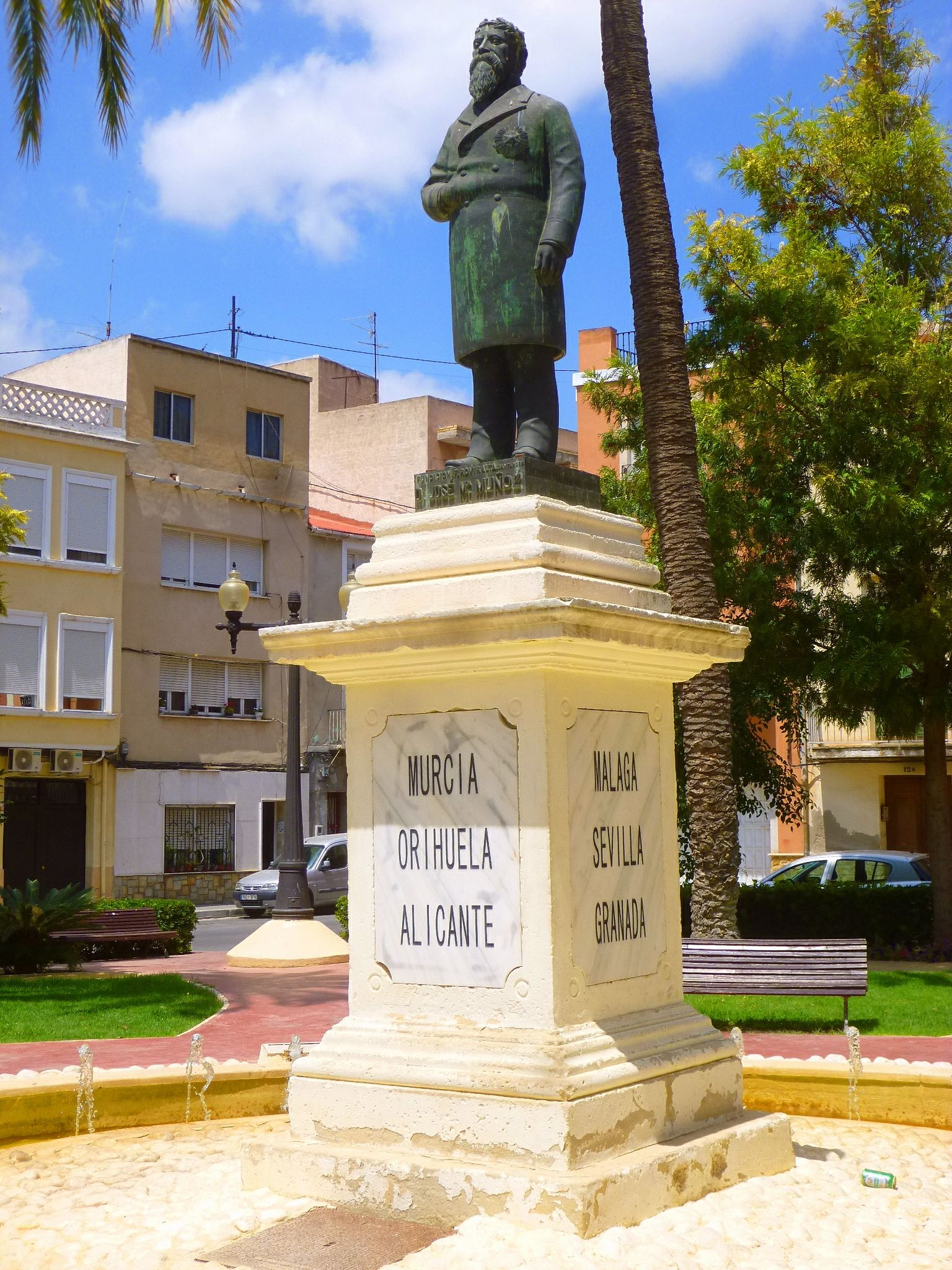
Monumento a José María Muñoz en Orihuela

Tras las inundaciones de 1879 en el Levante español repartió una gran suma de dinero entre los afectados, además de otras labores benéficas. En su localidad natal fundó un hospital y dos casas-escuelas para niños y niñas, además de restaurar la casa consistorial y el santuario de Nuestra Señora de Peñas Albas. El escultor Federico de la Vega realizó varias estatuas en bronce de Muñoz para ser instaladas como monumentos en el Levante. Falleció el 8 de junio de 1890 en Alicante.